# سونام (اسم)
سونام هو اسم تبتي يعني الجدارة بTibetan: བསོད་ནམས, نفحرة وايلي: bsod nams, بالبينيين التبتي: Soinam
. هو أيضًا اسم في العديد من اللغات الهندية الآرية (نص الديفاناغاري:सोनम).

## شخصيات
- سونام كابور
- سونام غياتسو